# 船山馨
船山 馨（ふなやま かおる、1914年3月31日 - 1981年8月5日）は、日本の小説家。船山春子の夫。次男は彫刻家の船山滋生。戦後文学の旗手として活躍し、代表作に『石狩平野』『お登勢』などがある。

## 来歴

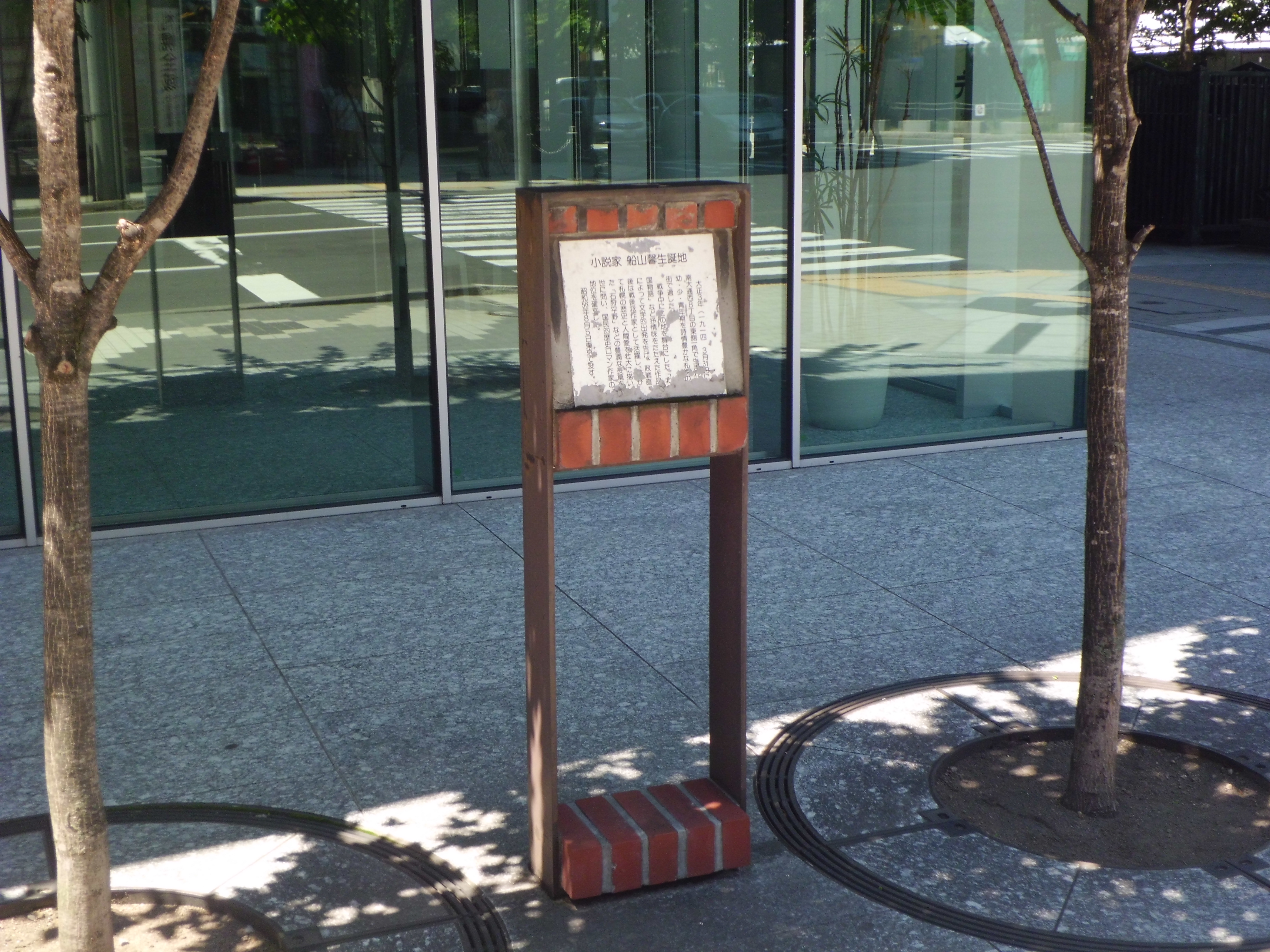
船山馨生誕地。札幌市中央区大通西8丁目

北海道札幌市生まれ。実父の小林甚三郎は余市町の出身で、馨の出生当時は東北帝国大学農科大学（現・北海道大学農学部）の学生であった（後に北海道拓殖銀行などに勤務）。母方の実家の意向で母方の船山姓を名乗り、実父とも生後間もなく離別した。なお、馨によると甚三郎はクリスチャンで、トルストイなどの文学愛好者でもあったという。養父は新聞記者・森笛川。
札幌二中（現北海道札幌西高等学校）に在学中、組合教会に通った。1932年、早稲田高等学院に入学するも、1学期で退学。1934年に明治大学予科に入学し、1937年に商学部の1年のときに退学する。1937年に北海タイムス（のちに北海道新聞に統合）の社会部学芸記者となる。1939年にふたたび上京し、四社連合に勤める。
1940年、寒川光太郎・椎名麟三・野口富士男・船山春子（佐々木翠）らの『創作』（のち『新創作』、創刊1939年）の同人に加わり、「私の絵本」を執筆。「私の絵本」は、『文芸』の第2回同人雑誌推薦作候補となった。同年、青年芸術派を結成、『青年芸術派叢書』の1巻として長編小説『衣裳』を書き下ろし出版する。さらには第13回、14回と2回続けて作品が芥川賞候補となるなど早くも文壇でも一目置かれる存在へとなっていく。この間1944年に春子（本名・坂本春子）と結婚している。
戦後は文芸雑誌「序曲」の同人となり、『笛』『半獣神』『魔術師』など実存主義的傾向の強い作品を発表し、椎名・野間宏・埴谷雄高らとともに第一次戦後派の一人と目されるが、1948年にヒロポン依存症となってからは執筆活動に支障をきたすようになり、文壇からは半ば見放された状態となる。1955年に依存症から脱したのちは推理小説や時代小説などにも創作の幅を広げたが、なかなか汚名返上出来ずに雌伏の時を過ごす。そんな中、1967年に地方紙（北海タイムス）に発表した歴史ロマン『石狩平野』がベストセラーとなり、小説新潮賞も受賞、文壇の表舞台への復活を果たした。その後も『お登勢』『見知らぬ橋』『蘆火野』『放浪家族』、遺作となった『茜いろの坂』まで、新聞小説を主として精力的に作品を発表し、また多くの作品がテレビドラマ・舞台化されるなど、中間小説の大家として活躍し、国民ロマンの巨匠の異名を取った（ただし埴谷雄高などの作家は、船山の第一次戦後派時代の作品にも高い評価をしており、それらの作品にも再び焦点が当てられることを期待していた）。1979年、北海道新聞文化賞を受賞。
晩年は持病の糖尿病の悪化と眼疾に苦しみ、1981年8月5日、心不全のため東京都新宿区中井の自宅で死去。享年67。おしどり夫婦として知られた妻の船山春子も同日の夜に狭心症のため急死したことも、船山の死と共に報じられ話題となった。戒名は寂照院天真談応居士。墓は東京都中野区上高田の龍興禅寺にある。

### 没後
2014年5月10日、兵庫県洲本市の江国寺で、『お登勢』の題材となった明治維新間もない徳島藩で起きた庚午事変及び平運丸遭難事件の犠牲者の追悼行事が行われた。また同年は、『お登勢』の原作者である船山の生誕100年にも当たることから、その記念行事も併せて行われた。

## 受賞・候補歴
- 1940年 「私の絵本」が第2回同人雑誌推薦作候補となる。
- 1941年 「北国物語」が第14回芥川賞候補作となる。
- 1942年 「三月堂」が第15回芥川賞候補作となる.
- 1946年 「笛」「塔」で第5回野間文芸賞奨励賞を受賞。
- 1967年 「石狩平野」で第14回小説新潮賞を受賞。
- 1980年 「茜いろの坂」で第15回吉川英治文学賞を受賞。

## 著作
- 『衣裳』（通文閣） 1941
- 『北国物語』（豊国社） 1941、のち角川文庫
- 『裾野』（皇民社） 1943
- 『除夜の扇』（皇民社） 1943
- 『稚情歌』（創美社） 1946
- 『愛の孤独』（共立書房） 1947
- 『笛』（文化書院） 1947
- 『蘆荻』（講談社） 1947
- 『風と虹の物語』（世界社） 1947
- 『少女小説 白鳥は悲しからずや』（偕成社） 1947
- 『少女小説 花よ命あらば』（偕成社） 1948
- 『魔の時間』（新太陽社） 1948
- 『喪失の季節』（実業之日本社） 1948
- 『忘却の河』（高島屋出版部） 1948
- 『無韻の韻』（中央公論社） 1948
- 『半獣神』（中央公論社） 1948
- 『落日の手記』（文潮社） 1948
- 『魔術師』（文化書院） 1948
- 『贋物語』（ボリゴン書房） 1948
- 『雨季』（銀座出版社） 1948
- 『夜の雅歌』（河出書房） 1949
- 『吹雪に暮れて』（ポプラ社） 1949
- 『谷間の白百合』（妙義出版社） 1949
- 『美しき争い』（偕成社） 1949
- 『わが歌に翼ありせば』（偕成社） 1949
- 『人間復活』（実業之日本社） 1949
- 『幸福な世界の乙女たち』（妙義出版社） 1950
- 『母の小径』（ポプラ社） 1953
- 『涙の十字星』（ポプラ社） 1953
- 『仮装行列』（小説朝日社） 1953
- 『風に咲く花』（ポプラ社） 1954
- 『虹立つ丘』（偕成社） 1954
- 『青春の奇蹟 明日への時間』（河出新書） 1956
- 『人生問答』（東方社） 1956
- 『炎の氷河』（講談社） 1957
- 『駄々ッ子社長』（和同出版社） 1957
- 『悪徳』（角川小説新書） 1957
- 『野望』（光風社） 1958、のち河出文庫
- 『火の壁』（和同出版社） 1958
- 『背徳のよろこび』（和同出版社） 1959
- 『お嬢さん社長 駄々っ子社長続篇』（和同出版社） 1959
- 『若い傾斜』（光風社） 1959
- 『黒い氷河』（光風社） 1960
- 『夜の傾斜』（河出書房新社） 1961、のち文庫（上下）
- 『その影を砕け』（河出書房新社） 1963
- 『海の壁・兜町殺人事件』（河出書房新社） 1963、のち『海の壁』河出文庫
- 『落日の門』（河出書房新社） 1964、のち文庫
- 『天下大変』（青樹社） 1964
- 『天保秘剣録』（青樹社） 1964
- 『炎の氷河』（青樹社） 1964
- 『罠と牙』（東都書房） 1965
- 『石狩平野』（河出書房新社） 1967 - 1968、のち新潮文庫、角川文庫
- 『幕末の暗殺者』（現代書房） 1967、のち角川文庫
- 『お登勢』（毎日新聞社） 1969、のち角川文庫、講談社文庫
- 『殺人旅行』（廣済堂出版） 1969
- 『ペテルブルグ夜話』（廣済堂） 1970
- 『放浪家族』（河出書房新社） 1970、のち集英社文庫
- 『見知らぬ橋』（講談社） 1971、のち角川文庫、講談社文庫
- 『螺旋階段』（双葉社） 1972
- 『続・お登勢』（毎日新聞社） 1973、のち角川文庫
- 『蘆火野』（朝日新聞社） 1973、のち角川文庫（函館市のレストラン五島軒が舞台）[9]
- 『刺客の娘』（角川書店） 1974
- 『幕末の刃影』（河出書房新社） 1975
- 『破獄者』（角川文庫） 1975
- 「船山馨小説全集」全12巻（河出書房新社） 1975 - 1976

1. 『北国物語』
2. 『黄昏人間』
3. 『落日の門』
4. 『夜の傾斜』
5. 『石狩平野』
6. 『続・石狩平野』
7. 『放浪家族』
8. 『お登勢』
9. 『続・お登勢』
10. 『蘆火野』
11. 『見知らぬ橋 上』
12. 『見知らぬ橋 下』

- 『旅の手帖』（青娥書房） 1976
- 『花と濤』（河出書房新社） 1976、のち角川文庫
- 『花すすき』（河出書房新社） 1977
- 『みみずく散歩』（構想社） 1978 - 自伝随想
- 『風の中の翅のように』（講談社） 1978
- 『茜いろの坂』（新潮社） 1980、のち文庫
- 『幕末の女たち』（河出文庫） 1981
- 『幕末剣士伝』（河出文庫） 1981

## 映像化作品
- 悪徳 - 1958年に佐分利信の監督･主演により映画化。
- 地図のない町 - 『悪徳』収録の「殺意の影」を1960年に中平康の監督が葉山良二主演で映画化。
- お登勢 - 1968年から1969年に毎日新聞に連載。現在まで度々テレビドラマ・舞台化されている。
- 石狩平野 - 脚本：早坂暁、主演：南田洋子のテレビドラマ。フジテレビ系（1968年4月 - 9月）[10]。当初「連続大河ドラマ」として1969年3月までの放送を予定していたのが、視聴率の大幅な低迷により半年での打ち切りを余儀なくされ、残りの半年間の穴埋めとして『男はつらいよ』（主演：渥美清）が制作される事態となった[11]。
- 見知らぬ橋 - 船山原作のNET（現・テレビ朝日）系のテレビドラマ（1973年10月 - 12月）。
- 放浪家族 - 船山原作の毎日放送系のテレビドラマ（1975年7月 - 12月）。
- 茜色の坂 - 原作は『茜いろの坂』。脚本菊島隆三、監督恩地日出夫、出演は吉永小百合、小林桂樹、藤田まことなど。朝日放送系のテレビドラマ（1981年11月16日）。
- 北の零年 - 2005年公開の映画作品。監督は行定勲、出演は吉永小百合、渡辺謙など。脚本は那須真知子のオリジナルであるが[12]、船山の北海道開拓をモチーフにした2作品（『お登勢』『石狩平野』）を参考にしており[13]、本編のクレジットでも参考文献として紹介されている。

## 関連文献
- 船山春子『空白の日記』（河出書房新社、1982年7月）
- 川西政明『孤客 船山馨の人と文学』（北海道新聞社、1982年8月）- 各一周忌の追悼出版
- 『船山馨 北の抒情』（北海道文学館 編、北海道新聞社〈北海道文学ライブラリー〉、1996年）
- 由井りょう子『黄色い虫 - 船山馨と妻・春子の生涯』（小学館、2010年／小学館文庫、2014年）- 後者は電子書籍も刊